# Theta Circini
Theta Circini (θ Cir, θ Circini) é uma estrela na constelação de Circinus. Possui uma magnitude aparente média de 5,11, sendo visível a olho nu em boas condições de visualização. De acordo com sua paralaxe, está localizada a aproximadamente 1 500 anos-luz (460 parsecs) da Terra. A essa distância, a magnitude do sistema é reduzida em 0,66 devido à extinção interestelar.
Theta Circini é uma estrela binária com uma classificação espectral conjunta de B4Vnpe, em que a notação 'e' indica a presença de linhas de emissão em seu espectro, o que a torna uma estrela Be, enquanto a notação 'n' indica que suas linhas de absorção estão largas e nebulosas devido a uma alta velocidade de rotação, de mais de 210 km/s. Ambos os componentes do sistema são presumivelmente iguais, com magnitude aparente de 5,9 cada um. A massa total do sistema é incerta, variando muito conforme o método usado, com estimativas de 5,75, 22,40 e 39,70 vezes a massa solar. Os componentes estão separados por 0,1 segundos de arco e possuem período orbital de 39,62 anos, semieixo maior de 0,0856 segundos de arco e excentricidade orbital de 0,3041.
Como é comum entre estrelas Be, Theta Crucis é uma variável Gamma Cassiopeiae, com a magnitude aparente visual variando entre 4,81 e 5,65.